# سایو، هیوگو
سایو، هیوگو (به لاتین: Sayō, Hyōgo) یک منطقهٔ مسکونی در ژاپن است که در استان هیوگو واقع شده‌است. سایو ۲۰٬۹۳۹ نفر جمعیت دارد.